# توبه در اسلام
توبه عبارت است از پشیمانی و غم و اندوه از آنچه بر انسان واقع شده و آرزوی این که کاش چنین نشده بود.

## پشیمانی
پشیمانی یک حالت دینی و اخلاقی و فضیلت و توبه و احساس آرامش است‏. در حالت پشیمانی، اثر اراده بیشتر می‌شود.

## مناسبت باملکوت
نفس تیره که تعلق به عادتها و گناهان دارد، زلالی و مناسبت با ملکوت را از دست داده و در صورت استغفار و توبه واقعی و کندن تعلق نفس از مشتهیات، توحّد و یگانگی بر می‌گردد.

## توبه و حد آن‏
توبه از سه کار مرتب  انتظام پذیرد:
1. علم (آگاهی، شناخت)
2. حال
3. فعل

پس علم اوّل است و حال دوم و فعل سوم. و اول موجب دوم است، و دوم موجب سوم است، ایجابی که مقتضی اطّراد  سنت الهی است در ملک و ملکوت‏.

## ترک عادت
آنچه را شیطان وعده کرده از گمراه ساختن فرزندِ آدم، وفا به آن می‌نماید، چنانچه گفته: «لَأَحْتَنِکَنَّ ذُرِّیَّتَهُ إِلَّا قَلِیلًا - اسراء۶۲» فرزندان آدم را در تحت فرمانِ خود در خواهم آورد مگر کمی از ایشان را. و اگر چنانچه عقل قوی و کامل گردد شغلِ اوّل آن ازاله لشکرهای شیطان خواهد بود به این که شهوت‌ها را درهم شکند و ترک عادت‌ها نماید و بر سبیل قهر و غلبه طبع را بر عبادت‌ها بدارد. و توبه به غیر از این معنایی ندارد.

## عادت
عادت در اینجا تکرار عمل نیست. عالم مُلک توصیفی بیش نیست. ما یادگرفته ایم تا همیشه به توصیفمان از عالم هستی استناد کنیم.